# Coccomyces magnus
Coccomyces magnus är en svampart som beskrevs av Y.R. Lin & Z.Z. Li 2000. Coccomyces magnus ingår i släktet Coccomyces och familjen Rhytismataceae.   Inga underarter finns listade i Catalogue of Life.